# Liste keltischer Orts- und Gewässernamen im deutschen Sprachraum
Die Liste keltischer Orts- und Gewässernamen im deutschen Sprachraum verzeichnet Orts- und Gewässernamen in Deutschland, Österreich und der Schweiz, bei denen eine Herkunft aus dem Keltischen angenommen wird.
Ortsnamen und Gewässernamen stehen in enger Beziehung zueinander, da Siedlungen im Zuge einer Namenübertragung oft nach dem Gewässer benannt wurden, an dem sie lagen (auch das Umgekehrte kommt gelegentlich vor). Mehr als die Hälfte der keltischen Ortsnamen sind Kompositbildungen mit wiederkehrenden Grundworten wie -dunum „Burg“, -durum „Stadt“ oder -magus „Feld“. Komposita mit -magus bezeichneten wohl unbefestigte und nicht auf einer Anhöhe liegende Siedlungen, -dulum dagegen mit einem Tor gesicherte Orte.
Die Nachsilbe -ācum kennzeichnet die Zugehörigkeit des Orts zu einer Sippe oder Person. Ortsnamen dieses letzteren Typs waren unter römischer Herrschaft häufig. Es handelt sich eigentlich um eine Hybridbildung: ein keltisches Suffix *-akos, *-akon wurde mit einer lateinischen Flexionsendung versehen. Ortsnamen auf -ācum sind also „sprachlicher Reflex einer zeitlichen wie räumlichen Koexistenz der alteingesessenen keltischen Bevölkerung und der römischen Eroberer.“

## Alphabetische Liste
Der Asteriskos (*) bezeichnet eine erschlossene, in den Quellen nicht belegte Form.
Navigation: A B C D E F G I J K L M N O P R S T U W Y Z
| Ort                 | Staat, Bundesland/Kanton | Gewässer  | Bemerkungen |
| ------------------- | ------------------------ | --------- | --- |
| Abensberg           | D, Bayern                | Abens     | Abusina, Siedlungsname zum Flussnamen *Abusā |
| Alzgern             | D, Bayern                | Alz       | Flussname *Altisia, wohl Ableitung von keltisch *alta „Schlamm, Sumpf“; Alzgern ist eigentlich ein Flurname |
| Alzey               | D, Rheinland-Pfalz       |           | Alteio (latinisiert), *Alti̯āi „(Siedlung) auf der Höhe“ |
| Andernach           | D, Rheinland-Pfalz       |           | Antunnacum |
| Antiesen            | A, Oberösterreich        | Antiesen  | *Andesana, zu *andes- „blind“, wegen des im Mündungsgebiet trüben Wassers |
| Baar                | CH, Zug                  |           | Barra, „Bergfeste“, gallischer, in Frankreich häufiger Ortsname |
| Besch               | D, Rheinland-Pfalz       |           | *Bessiacum oder *Bassiacum, Hofgut des Bessius bzw. Bassius. Vgl. die in Frankreich mehrfach vorkommenden, gleichbedeutenden Ortsnamen Bessé und Bessy. |
| Besslich            | D, Rheinland-Pfalz       |           | *Bassiliacum, Hofgut des Bassilius. Vgl. der gleichbedeutende Ortsname Bassillac in der Dordogne. |
| Beurig              | D, Rheinland-Pfalz       |           | *Būriacum, zum Personennamen Burius. |
| Biberist            | CH, Solothurn            |           | Die Siedlung ist nach dem Bach Biberissa benannt, zu kelt. bebros „Biber“, mit Nachsilbe -issa/-ussa (Bedeutung unsicher) |
| Bingen am Rhein     | D, Rheinland-Pfalz       |           | Bingium, „Siedlung bei der Brechung eines Flusses“, vgl. das Binger Loch |
| Birsfelden          | CH, Basel-Landschaft     | Birs      | *Bersi̯ā „die schnell Fließende“, zu kelt. *bers- „schnell“ |
|                     |                          | Birsig    | *Bersikos, mit k-Suffix abgeleitet von *Bersi̯ā (siehe oben) |
| Birten              | D, Nordrhein-Westfalen   |           | Bertuna, möglicherweise Kurzform von *Bertunacum |
| Boppard             | D, Rheinland-Pfalz       |           | Baudobrica, Boudobrica „befestigte Anhöhe des Boudos“ |
| Borg                | D, Saarland              |           | *Burnacum, zum Personennamen Burnus. |
|                     |                          | Breg      | *Brigonā, Ableitung von *briga „Berg, Hügel“, wahrscheinlich ist damit der Brend im Hochschwarzwald gemeint, an dem die Breg entspringt |
| Bregenz             | A, Vorarlberg            |           | Brigántion, Hauptort der Brigantioi, zu *Brigantion „Bergland“ (=Bregenzerwald); seltenes Beispiel eines keltischen Landschaftsnamens |
| Breisach am Rhein   | D, Baden-Württemberg     |           | Brisiacum, Hofgut des Brīsios (keltischer Personenname) |
| Breisig, Bad        | D, Rheinland-Pfalz       |           | Brisiacum, Hofgut des Brīsios (keltischer Personenname) |
| Brig-Glis           | CH, Wallis               |           | |
| Bübingen            | D, Saarland              |           | *Bubiacum, zum Personennamen Bub(b)ius. |
| Büdlich             | D, Rheinland-Pfalz       |           | *Bo[u]diliacum, entweder zum germanischen Personennamen Bōdilo oder zum gallischen Personennamen Boudil(l)us. |
| Cham                | D, Bayern                | Chamb     | Der Ort ist nach dem Fluss benannt, zu kelt. kambos „krumm“ |
| Chur                | CH, Graubünden           |           | Curia, wohl nicht zu lat. curia „Rathaus“, sondern zu kelt. *korja „Stamm, Sippe“ |
| Cochem              | D, Rheinland-Pfalz       |           | Der Ort trägt den alten Namen des dort in die Mosel mündenden Endertbachs, kelt. *kukama „die Gebogene“ |
| Daun                | D, Rheinland-Pfalz       |           | *Dūna, zu kelt.-lat. dūnum „Hügel, Burg, Festung“ |
| Dhron               | D, Rheinland-Pfalz       | Dhron     | *Drogonā oder *Drogonos, zu *drogo- „Rad“, benannt nach dem sich talwärts „wälzenden“ Wasser |
| Dormagen            | D, Nordrhein-Westfalen   |           | Dornomago „Kiesfeld“ |
| Denzen              | D, Rheinland-Pfalz       |           | Dumnissum |
|                     | D, Baden-Württemberg     | Dreisam   | „reißender Fluss“, zu kelt. trag- „schleppen, ziehen“ |
| Ebbs                | A, Tirol                 | Ebsen     | *Abisā, Flussname zu *abā „Wasser“ |
| Einig               | D, Rheinland-Pfalz       |           | *Īniacum, zum Personennamen Īnus. |
| Enns                | A, Oberösterreich        | Enns      | *Anisa, Flussname zu *ana- „Sumpf“ |
| Ensch               | D, Rheinland-Pfalz       |           | *Anciacum oder *Antiacum, Hofgut des Ancus oder Antius; vgl. die gleichbedeutenden Ortsnamen Ancy-les-Solgne und Ancy-sur-Moselle in Frankreich. |
| Fellerich           | D, Rheinland-Pfalz       |           | *Valeriacum, zum Personennamen Valerius |
| Filsch              | D, Rheinland-Pfalz       |           | *Viliacum, zum Personennamen Vilius |
| Freisen             | D, Saarland              |           | *Fresenacum, zum Personennamen *Fresenus |
|                     |                          | Frutz     | Fruta, romanischer Flussname, zu vorromanisch-keltisch *frutā „Sturzbach, Felseinschnitt“ (alpines Reliktwort) |
| Fusenich            | D, Rheinland-Pfalz       |           | *Fu(o)soniacum, zum Personennamen *Fu(o)sonius |
| Gangelt             | D, Nordrhein-Westfalen   |           | *Gangilodunum |
|                     |                          | Glan      | *Glana, zu kelt. *glana „die Reine, Klare“ und *glani- „Kristall, Glas“ |
|                     |                          | Glenner   | *Glani̯o-s, zu kelt. *glano- „rein, klar“ |
| Glonn               | D, Bayern                | Glonn     | |
| Graach an der Mosel | D, Rheinland-Pfalz       |           | *Gra[i]acum, zum Personennamen *Graus, Graius |
| Grenzach-Wyhlen     | D, Baden-Württemberg     |           | *Carantiācum |
| Grewenich           | D, Rheinland-Pfalz       |           | *Craviniacum, zum Personennamen *Cravinius |
| Gronig              | D, Saarland              |           | *Croniacum, zum Personennamen Cronius |
|                     |                          | Ilfis     | *Elṷisā, zu gallisch *elvo- „braun, gelb“ |
|                     |                          | Ilz       | *Eltisā, zu kelt. *elito- „grau“ |
|                     |                          | Inde      | *Indā, kelt. „die Leuchtende“ |
| Innsbruck           | A, Tirol                 | Inn       | Énos, gilt als keltischer Flussname, vgl. mittelirisch en „Wasser“, enach „sumpfig, wässrig“ |
|                     |                          | Ipfbach   | *Epi̯ā, „Rossbach“, zu gallisch *epo-s „Pferd“ |
| Ischl, Bad          | A, Oberösterreich        |           | Statio Esc[ensis], Inschrift auf römischem Weihestein 170 n. Chr., zum kelt. Gewässernamen *Eskala/*Iskala, zu *esca/*isca „Wasser“ |
| Jona                | CH, Sankt Gallen         | Jona      | *Iounā, Fluss, „an dem man entlang gehen kann“ |
| Jülich              | D, Nordrhein-Westfalen   |           | Iuliacum, der römische Personenname Iulius und die keltische Endung -acum |
| Kandern             | D, Baden-Württemberg     |           | Der Ort trägt einen alten Gewässernamen (1295 bi Kanderer bach), zu kelt *Kandarā, abgeleitet von *kando- „weiß“ |
| Kandersteg          | CH, Kanton Bern          | Kander    | *Kandrā „die Glänzende“; der Fluss wird vom Kanderfirn gespeist und durchfließt das Kandertal; der Ort ist nach dem Fluss benannt, ebenso wie Kandergrund |
| Kell am See         | D, Rheinland-Pfalz       |           | |
| Kempten             | D, Bayern                |           | Camboduno „Stadt an der Flusskrümmung;“ vgl. der gleichnamige antike Ort Cambodunum in Britannien |
| Kirn                | D, Rheinland-Pfalz       |           | |
| Kirsch              | D, Rheinland-Pfalz       |           | *Crassiacum, zum Personennamen Crass(i)us |
| Kloten              | CH, Zürich               |           | *Claudiodūnum „Festung des (Kaisers) Claudius“ |
| Köllig              | D, Rheinland-Pfalz       |           | *Collatiacum, zum Personennamen Collatus |
| Konz                | D, Rheinland-Pfalz       |           | Contionacum, Hofgut des *Contionus |
| Körrig              | D, Rheinland-Pfalz       |           | *Corriacum, zum Personennamen Corrius |
| Kövenig             | D, Rheinland-Pfalz       |           | *Caviniacum, zum Personennamen Cavinius |
| Köwerich            | D, Rheinland-Pfalz       |           | *Cap[e]riacum, zum Personennamen Caprius |
| Krettnach           | D, Rheinland-Pfalz       |           | *Crit[t]onacum, zum Personennamen *Crit[t]onus |
| Krettnich           | D, Saarland              |           | Cret[t]oniacum, zum Personennamen Cretonius |
| Kriens              | CH, Luzern               |           | galloromanisch *Crientas, zu *crienta „Stroh, Spreu“ |
| Kröv                | D, Rheinland-Pfalz       |           | |
| Kuchl               | A, Salzburg              |           | Cucullae, zu cucullus „Kapuze“, einem gallischen Lehnwort im Lateinischen; „der Ort vielleicht nach kapuzenförmigen Bergen benannt“ |
| Küßnach             | D, Baden-Württemberg     |           | |
| Laaber              | D, Bayern                | Laaber    | |
| Ladenburg           | D, Baden-Württemberg     |           | Lopodun(um) „Seeburg“, zu kelt. *lokwo- „See“ |
| Liersberg           | D, Rheinland-Pfalz       |           | *Lusiacum, zum Personennamen Lusius |
|                     |                          | Limmat    | |
| Linz                | A, Oberösterreich        |           | Lentiae |
|                     |                          | Linth     | *Lindā, zu urkelt. *lendā „Wasser, See“ |
| Lorich              | D, Rheinland-Pfalz       |           | *Lauriacum, zum Personennamen Laurius |
| Lörsch              | D, Rheinland-Pfalz       |           | *Lusiacum, zum Personennamen Lusius |
| Lösnich             | D, Rheinland-Pfalz       |           | *Lossiniacum, zum Personennamen *Lossinius |
|                     |                          | Luhe      | |
|                     |                          | Maag      | Gilt als keltischer Flussname (*magā, „die Große)“, was allerdings unsicher ist |
| Magden              | CH, Aargau               |           | Magidūn(ensem) |
|                     |                          | Main      | *Moinos |
| Mainz               | D, Rheinland-Pfalz       |           | Mogontiacum, „zum Hofgut des Mogontios gehörig“ |
| Mayen               | D, Rheinland-Pfalz       |           | *Magina „Siedlung in der Ebene“ |
| Mehring             | D, Rheinland-Pfalz       |           | *Mariniacum, zum Personennamen Marinius |
| Meilen              | CH, Zürich               |           | *Mediolanon, Ortsname mit nicht mehr verständlicher, wohl religiöser Bedeutung |
| Menningen           | D, Rheinland-Pfalz       |           | *Manniacum, zum Personennamen Mannius |
| Merzig              | D, Saarland              |           | *Marciacum, zum Personennamen Marcius |
| Merzlich            | D, Rheinland-Pfalz       |           | *Marciliacum, zum Personennamen Marcilius |
| Mesenich            | D, Rheinland-Pfalz       |           | *Marsiniacum, zum Personennamen Marsinius |
| Messerich           | D, Rheinland-Pfalz       |           | *Maciriacum, zum Personennamen Macirus |
| Metterich           | D, Rheinland-Pfalz       |           | *Mattiriacum, zum Personennamen *Mattirius |
| Mettlach            | D, Saarland              |           | *Metellacum, zum Personennamen Metellus |
| Mettnich            | D, Saarland              |           | *Metteniacum, zum Personennamen Mūrius |
| Meurich             | D, Rheinland-Pfalz       |           | *Mūriacum, zum Personennamen Mettenius |
| Mötsch              | D, Rheinland-Pfalz       |           | *Mar(c)tiacum, zum Personennamen Marcius |
| Münzingen           | D, Saarland              |           | *Min[i]ciacum, zum Personennamen Minicius |
|                     |                          | Murg      | |
| Nennig              | D, Saarland              |           | *Nanniacum, zum Personennamen Nannius |
| Neuss               | D, Nordrhein-Westfalen   |           | Nouesium, Nouaesium |
| Oberbillig          | D, Rheinland-Pfalz       |           | *Billiacum, zum Personennamen Bil(l)ius. Durch den Zusatz Ober- von Wasserbillig am luxemburgischen Moselufer unterschieden. |
| Oberkochen          | D, Baden-Württemberg     | Kocher    | *Kuku-no-s, kelt. „der sich Biegende“; die Stadt ist nach dem Fluss benannt, ebenso: Unterkochen, Kocherstetten, Kochertürn, Kochersteinsfeld |
| Oberwesel           | D, Rheinland-Pfalz       |           | Vosolvia |
| Olten               | CH, Solothurn            |           | *Olodūnon „Festung an der *Olā/am *Olos“ |
| Pölich              | D, Rheinland-Pfalz       |           | *Poll[i]acum, zum Personennamen *Polius |
| Prien am Chiemsee   | D, Bayern                | Prien     | *Brigesnā „die vom Berg Kommende“ |
| Rachtig             | D, Rheinland-Pfalz       |           | *Raptacum, zum Personennamen Raptus |
| Regensburg          | D, Bayern                |           | „Radaspona kann als spätkelt. Name *Rataso-bona ‚Wohnsitz eines Ratasos‘ erklärt werden, ohne dass klar ist, auf welche Weise dieser Name bis ins MA (=Mittelalter) überdauern konnte.“ |
| Reinig              | D, Rheinland-Pfalz       |           | *Rīniacum, zum Personennamen Rīnus |
| Remagen             | D, Rheinland-Pfalz       |           | *Rīgo-magos „Königsfeld“ |
|                     |                          | Rhein     | Renos, urkelt. *Reinos „wird durch den Anschluß an altir. rían ‚Meer‘ als kelt. erwiesen“; der Flussname kann aber auch voreinzelsprachlich-indogermanisch sein, abgeleitet von der Verbalwurzel idg. *h3reiH- „wallen, wirbeln“ und wäre dann wohl in den Alpen bzw. im Alpenvorland geprägt worden. |
| Riol                | D, Rheinland-Pfalz       |           | Rigodulum „Königsbusch“ |
| Rivenich            | D, Rheinland-Pfalz       |           | *Reviniacum, zum Personennamen Revinus |
| Schweich            | D, Rheinland-Pfalz       |           | *So[g]iacum, zum Personennamen Soius |
| Schwyz              | CH, Schwyz               |           | |
| Sellerich           | D, Rheinland-Pfalz       |           | *Sellariacum, zum Personennamen Sellarius |
| Serrig              | D, Rheinland-Pfalz       |           | *Serviacum, zum Personennamen Servius |
| Sevenig             | D, Rheinland-Pfalz       |           | *Sabiniacum oder *Saviniacum, zum Personennamen Sabinius |
| Sinz                | D, Saarland              |           | *Sentiacum, zum Personennamen Sentius |
| Sirzenich           | D, Rheinland-Pfalz       |           | *Sarciniacum, zum Personennamen *Sarcinius |
| Solothurn           | CH, Solothurn            |           | *Salóduron „Wassertor, Wasserenge“ |
|                     |                          | Tauber    | Dubra, zu *dubro- „Wasser“ |
| Thörnich            | D, Rheinland-Pfalz       |           | *Turniacum, zum Personennamen Turnus |
| Thun                | CH, Bern                 |           | Zu kelt.-lat. dūnum „Hügel, Burg, befestigter Ort“ |
|                     |                          | Thur      | Keltisch-gallischer Gewässername, zu *durā, *duriā „Flusslauf“ |
| Traben-Trarbach     | D, Rheinland-Pfalz       |           | *Trabena „unter dem Einfluss von lat. trabs Balken, Haus abgeleitet von kelt. *treb- Wohnung.“ |
| Treis-Karden        | D, Rheinland-Pfalz       |           | *Trijis/*Trejis, enthält kelt. *tri- „drei“ und *i̯estu- „Wasserfall“: ein Ort an der Stelle, wo das Wasser brodelt und schäumt, da Flaumbach, Dünnbach und Mosel zusammenfließen |
| Ürzig               | D, Rheinland-Pfalz       |           | *Urciacum, zum Personennamen *Urcius |
| Waldrach            | D, Rheinland-Pfalz       |           | *Waltharacum, zum germanischen Personennamen Walthari |
| Wattens             | A, Tirol                 |           | |
| Weidingen           | D, Rheinland-Pfalz       |           | *Wīdiacum, zum germanischen Personennamen Wīdo |
| Welschbillig        | D, Rheinland-Pfalz       |           | *Billiacum, zum Personennamen Bil(l)ius. |
| Wien                | A, Wien                  | Wienfluss | Vindobona. Ein Waldgebiet (*Vēdunia, „Wald-Wildnis“) wurde namengebend erst für den Fluss, dann für die Stadt |
| Windisch            | CH, Aargau               |           | Vindonissa, zum Personennamen Vindon(i)us, abgeleitet von kelt. *vindo- „weiß“ |
| Winterthur          | CH, Zürich               |           | Vitudoro, entweder „Weidentor, Weidenhof“ oder „Marktflecken des Uito“ |
| Wintrich            | D, Rheinland-Pfalz       |           | *Vintariacum, zum Personennamen *Vintarius |
| Wittlich            | D, Rheinland-Pfalz       |           | *Vitelliacum, zum Personennamen Vitellius |
| Worb                | CH, Bern                 |           | |
| Worms               | D, Rheinland-Pfalz       |           | Borbētómagos |
|                     |                          | Ybbs      | *Iṷosā, zu *iṷo- „Eibe“ |
| Zarten              | D, Baden-Württemberg     |           | Taridūnum |
|                     |                          | Zenn      | *Tani̯ā, keltischer Flussname, verschiedene Deutungen möglich: der sich ausbreitende oder der Schmelzwasser führende Fluss |
|                     |                          | Zihl      | *Tila, „Schmelzwasser“ (unsicher) |
|                     |                          | Ziller    | *Tilaros, zu *tila „Schmelzwasser“ |
| Zülpich             | D, Nordrhein-Westfalen   |           | Tolbiacum, „Gut des Tolbius“ |
| Zürich              | CH, Zürich               |           | *Túrikon, „Siedlung des Turos“, oder benannt nach dem Gewässernamen *Turos/*Tura (Seitenarm der Sihl) |